# Bazentin
Bazentin is een gemeente in het Franse departement Somme (regio Hauts-de-France) en telt 76 inwoners (2009). De plaats maakt deel uit van het arrondissement Péronne.

## Geografie
De oppervlakte van Bazentin bedraagt 5,0 km², de bevolkingsdichtheid is dus 15,2 inwoners per km².
De onderstaande kaart toont de ligging van Bazentin met de belangrijkste infrastructuur en aangrenzende gemeenten.

## Demografie
Onderstaande figuur toont het verloop van het inwonertal (bron: INSEE-tellingen).

## Geboren
- Jean-Baptiste de Lamarck (1744-1829), bioloog